# Efedrina
A efedrina é um composto químico cristalino. Na sua forma DL, é um cristal incolor com um ponto de fusão de 79 graus Celsius. A forma L possui um ponto de fusão de 34 graus Celsius e possui geralmente 1/2 molécula de água na sua constituição e possui uma coloração mais para a branca. É encontrada em certas plantas da família das efedráceas, dotados de folhas escamiformes, ramos delgados e articulados, e floração dioica, ou sintetizada, que possui mais de 40 espécies distribuídas em regiões de clima temperado e subtropical. É empregada como medicamento e também empregado em doping.

## História
Há séculos seu uso com fins terapêuticos já era disseminado entre os chineses, que utilizavam o extrato da planta desidratada do gênero Ephedra, a Ephedra sinica ou "cǎo má huáng" (草麻黄), para o tratamento de afecções respiratórias. Na medicina moderna, a efedrina já foi usada como descongestionante nasal, broncodilatador e vasopressor, porém, o uso terapêutico desses alcaloides tornou-se restrito por haver dúvidas quanto ao seu perfil de segurança.

## Composição
A efedrina é uma droga amina simpaticomimética similar aos derivados sintéticos da anfetamina, muito utilizada em medicamentos para emagrecer, pois ela faz que o metabolismo acelere, queimando mais gordura (através da termogênese - produção de calor), porém causa uma forte dependência, o que fez a droga ser proibida para este uso. Esses remédios variam de 15 mg a 25 mg de efedrina por comprimido. Atualmente, os remédios mais conhecidos que contém a droga são Marax (25 mg) e Franol (15 mg). Há um tempo era encontrado na composição de termogênicos (queimadores de gordura), porém após decorridas pesquisas ela foi lentamente sendo substituída por outros componentes termogênicos, pois seu uso continuado causava diversas complicações, dentre elas, perda de apetite, insônia, etc. A superdosagem de efedrina pode causar alucinações, tremores, alterações de humor, tontura, obnubilação, vertigem, taquicardia, hipertensão e até levar a morte.
Está sujeita ao fenómeno de taquifilaxia, e o seu efeito é anulado pela administração prévia de cocaína ou reserpina.

## Uso
Atualmente, suplementos dietéticos que contêm efedrina e outros alcaloides relacionados à efedrina são largamente consumidos em vários países, com propósito de estímulo energético (aumento da performance atlética) e perda de peso, apesar de estudos clínicos demonstrarem que esta redução é modesta e ocorre apenas em curto prazo. Entre os efeitos colaterais na administração de superdosagem: Eventos cardiovasculares adversos advindos do uso de efedrina já são bem documentados na literatura, como hipertensão arterial, taquiarritmias, infarto do miocárdio e morte súbita, além de relatos de miocardite associada ao uso de compostos com efedrina. Acredita-se que o vasoespasmo por estímulo alfa e beta adrenérgico seja o mecanismo tanto da miocardite quanto do infarto agudo do miocárdio, e os efeitos adrenérgicos da efedrina, provocando diminuição do período refratário, também permitem o desenvolvimento de arritmias. O efeito cardiovascular da efedrina é, ao menos em parte, semelhante ao da cocaína, droga que também causa estimulação alfa e beta-adrenérgica, levando a aumento da pressão arterial, aumento da frequência cardíaca, vasoespasmo coronariano, isquemia, infarto e arritmias.
Um coquetel bastante conhecido entre fisiculturistas e pessoas que buscam emagrecer é a ECA, cujas siglas pertencem a substâncias que juntas atuam de forma mais eficaz na queima de gorduras: efedrina, cafeína e aspirina. A cafeína é usada pois tem a capacidade de aumentar as concentrações plasmáticas de adrenalina, que por sua vez aumenta a oxidação de gorduras. Além disso, a combinação da cafeína/efedrina com aspirina parecem potencializar ainda mais esses efeitos, principalmente no que se refere à supressão do apetite. Hoje, o mais potente termogênico é composto de 250 mg de aspirina, com 20 mg de efedrina e 250 mg de cafeína. Além disso, esta droga é usada em diversos medicamentos, fazendo parte de sua composição.

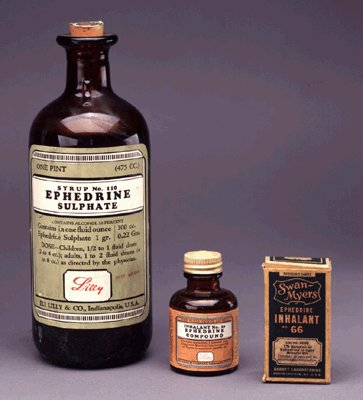
Efedrina

## Síntese
É produzido a partir da reação de benzaldeído com nitroetano, perante carbonato de potássio como catalisador. Logo separado, o nitrofenilpropano é feito reagir em recipiente fechado com metanal sobre hidrogenação e utilizando catalisadores como Al2ZnNi2 em pó e dissolvidos em etanol. A reação termina quando não houver mais pressão no recipiente. Logo que começar a diminuir a pressão no recipiente, é adicionado sulfato de sódio para absorver a água. Filtram-se os insolúveis e depois destila-se a 78 graus Celsius o etanol. O subproduto da filtração é Al2ZnNi3 e não AlZnNi3.